# Роуз Меддокс
Роуз Меддокс (1925—1998) — американська кантрі- і рокабіллі-співачка та скрипалька.

## Життєпис
Народилась 1925 року в містечку Боаз (Алабама). Переїхала до Модесто (штат Каліфорнія) зі своєю сім'єю, де працювала на фермі. Після кількох років наполегливої праці та випадкових аматорських музичних виступів Фред Меддокс зацікавив KTRB Модесто, щоб приділити йому час та його братам Кліффу, Калу, Дону і Генрі. Радіостанція погодилася, але за умови, що в гурт увійде жінка-співачка. Роуз була прийнята (у віці 11 років) і група незабаром з'явилася в барах, а також у радіошоу — співала блюграс. Вони виграли конкурс на державній ярмарці в Каліфорнії 1939 року і їх почали транслювати в KFBK-Сакраменто, його транслювали і кілька станцій у сусідніх штатах.
Друга світова війна перервала кар'єру «Maddox Brothers and Rose». Знову група сформувалася в кінці 1940-х; стиль виконання поєднував музику хіллбіллі, рокабілі та госпел. Вони стали популярнішими, ніж раніше. Записували для «4 Star Records» і «Columbia Records», роблячи щорічні турне на схід, щоб виступати на Louisiana Hayride та Гранд ол опрі. Однак популярність «Maddox Brothers and Rose» була найбільшою на Західному узбережжі; вони виступали на декількох радіошоу.
Роуз відзначали за яскравий стиль та барвисті костюми. Журнал «Cashbox» назвав її найкращою вокалісткою 1963 року.
Маддокс виконувала блюграс-композиції (з Біллом Монро, Доном Рено та Редом Смайлі). Вона була в числі виконавців рокабілі середини 1960-х. З Capitol Records контракт Меддокс закінчився в 1965 році, і після запису з кількома меншими студіями вона почала концентрувати на гастролях, разом із сином Донні й братами Калом та Генрі.
В 1980-х пережила кілька інфарктів, але продовжувала виступати — на народних фестивалях та фестивалях блюграс і здійснювала записи. В 1990-х виступила на кількох фестивалях та здійснила запис кількох альбомів.
Введена до Зали слави кантрі-музики і Зали слави Кантрі-музики штату Алабама. Альбом блю-грасс «$ 35 і мрія» був номінований на премію «Греммі» 1996 року.
Померла 1998 року від ниркової недостатності.

### Дискографія
- A Collection of Standard Sacred Songs (King, 1959)
- Maddox Bros. and Rose (King, 1960)
- I'll Write Your Name in the Sand (King, 1961)
- Maddox Brothers and Rose (Wrangler, 1962)
- Go Honky Tonkin! (Hilltop, 1965)
- America's Most Colorful Hillbilly Band, v.1 (Arhoolie, 1976 [LP]; 1993 [CD])
- America's Most Colorful Hillbilly Band, v.2 (Arhoolie, 1976 [LP]; 1995 [CD])
- Old Pals of Yesterday (Picc-A-Dilly, 1980)
- On the Air, v.1 (Arhoolie, 1983 [LP]; 1996 [CD])
- Maddox Bros. and Rose: Columbia Historic Edition (Columbia, 1984)
- On the Air, v.2 (Arhoolie, 1985 [LP]; 1996 [CD])
- Live — On the Radio (Arhoolie, 1996) recorded 1953
- The Hillbilly Boogie Years (Rockateer, 1996) all Columbia recordings
- The Most Colorful Hillbilly Band in America (Bear Family, 1998) 4-CD set
- A Proper Introduction to Maddox Brothers & Rose: That'll Learn Ya Durn Ya (Proper, 2004)

### Сольні альбоми та компіляції
- Precious Memories (Columbia, 1958)
- The One Rose (Capitol Records, 1960)
- Glorybound Train (Capitol, 1961)
- A Big Bouquet of Roses (Capitol, 1961)
- Rose Maddox Sings Bluegrass (Capitol, 1962 [LP]; 1996 [CD])
- Alone with You (Capitol, 1963)
- Rosie (Starday Records, 1970)
- Reckless Love & Bold Adventure (Takoma RecordsTakoma, 1977)
- Rose of the West Coast Country (Arhoolie, 1980)
- This is Rose Maddox (Arhoolie, 1982)
- A Beautiful Bouquet (Arhoolie, 1983)
- Queen of the West (Varrick, 1984) (with The Strangers)
- California Rose (See for Miles Records, 1989)
- $35 and a Dream (Arhoolie, 1994)
- The One Rose: The Capitol Years (Bear Family Records, 1994) 4-CD set
- The Moon is Rising (Country Town Music, 1996)
- The Legendary Queen of the West (Boothill, 2000)